# Asiatische Sumpf-Schwertlilie
Die Asiatische Sumpf-Schwertlilie (Iris laevigata) ist eine Pflanzenart aus der Gattung der Schwertlilien (Iris) innerhalb der Familie der Schwertliliengewächse (Iridaceae).

## Merkmale
Die Asiatische Sumpf-Schwertlilie ist eine ausdauernde krautige Pflanze, die Rhizome als Überdauerungsorgane bildet. Sie erreicht Wuchshöhen von 25 bis 80 (100) Zentimeter. Der Stängel ist unverzweigt oder einmal verzweigt. Die Blätter sind ebenso lang wie der Stängel oder länger und 1,5 bis 4 Zentimeter breit. Es ist keine hervortretende Mittelrippe vorhanden. Die meist eine, selten bis 3 Blüten haben einen Durchmesser von 8 bis 10 Zentimeter. Sie sind weiß oder blauviolett. Die Perigonröhre ist 1,5 (selten bis 2) Zentimeter lang. Die Hängeblätter sind meist bis zu 6,5, selten bis 10 Zentimeter lang. Die Mitte des Nagels ist gelb oder weißlich und halb so lang wie die eiförmig-elliptische Platte. Die Domblätter messen bis zu 6 × 1 Zentimeter und sind aufrecht und blau.
Die Blütezeit reicht von Juli bis August.
Die Chromosomenzahl beträgt 2n = 32, seltener 28 oder 34.

## Vorkommen
Die Asiatische Sumpf-Schwertlilie kommt in Baikalsibirien, Jakutien, Fernost und Korea sowie Mittel- und Nord-Japan auf Nasswiesen, an See- und Flussufern sowie in Sümpfen vor.

## Nutzung
Die Asiatische Sumpf-Schwertlilie wird selten als Zierpflanze für Teich- und Gewässerränder genutzt. Sie ist seit spätestens 1856 in Kultur. Es gibt zahlreiche Sorten, beispielsweise 'Variegata' mit länglich längsgestreiften Blättern und 'Rose Queen' mit rosa Blüten.

## Belege
- Eckehart J. Jäger, Friedrich Ebel, Peter Hanelt, Gerd K. Müller (Hrsg.): Rothmaler Exkursionsflora von Deutschland. Band 5 Krautige Zier- und Nutzpflanzen. Spektrum Akademischer Verlag, Berlin Heidelberg 2008, ISBN 978-3-8274-0918-8.